# 北關東自動車道
北關東自動車道（日语：／ Kita-kantō jidōshadō */?）是日本高速公路（高規格幹線道路），起於群馬縣高崎市高崎系統交流道，經由栃木縣東北自動車道，終於茨城縣常陸那珂市常陸那珂交流道。
略稱為北關東道（日语：／ Kita-kantōdō */?），北關東自動車道建設促進期成同盟會經過公募後決定其暱稱為北關（日语：／ Kitakan */?）。本道路通過群馬縣前橋市、栃木縣宇都宮市、茨城縣水戶市，相當於經過利根川以北之北關東3縣的縣廳所在地。
高速公路路線編號與東水戸道路、常陸那珂收費道路共同被編為「E50」。

## 概要

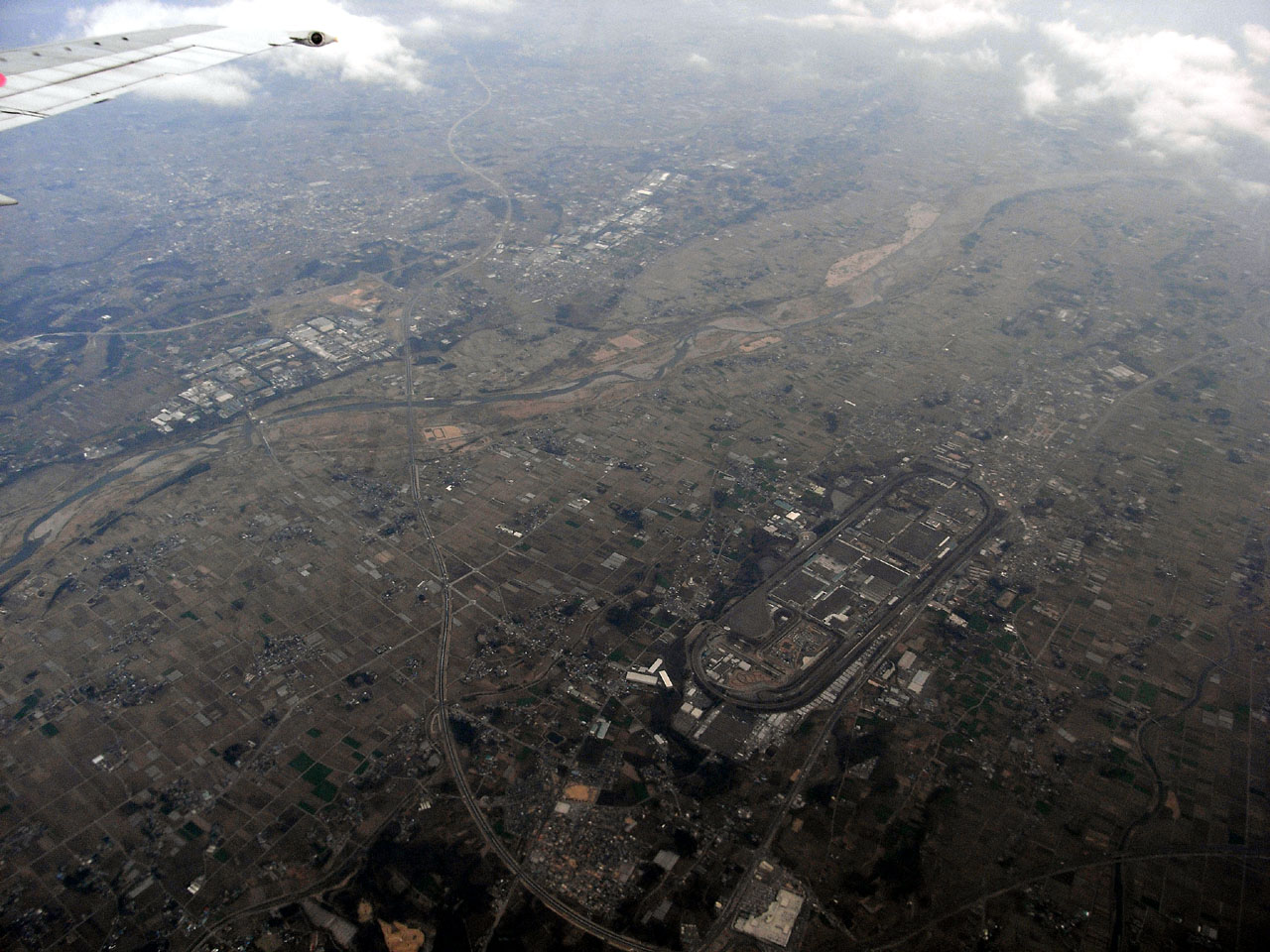
北關東自動車道、鬼怒川、日產汽車栃木工場空拍。2008年3月30日攝影

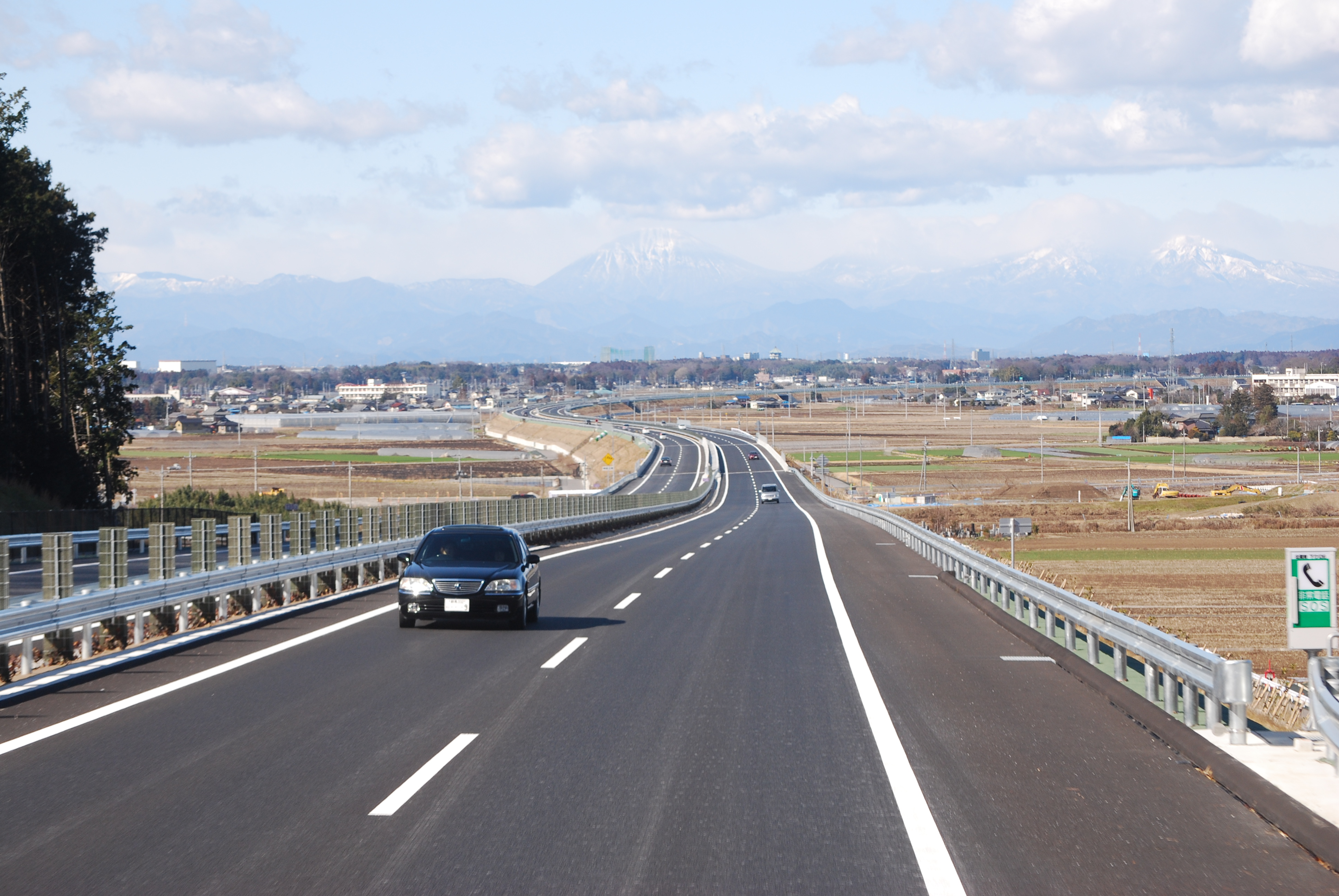
北關東自動車道與日光三山

## 交流道
- 交流道（IC）編號欄的背景色為■顯示該部分道路已經啟用。
- 智能交流道（SIC）以背景色■顯示。
- IC為交流道的簡寫，SIC為智能交流道的簡寫，JCT為系統交流道的簡寫，SA為服務區的簡寫，PA為停車區（日语：パーキングエリア）的簡寫。

| 交流道 編號                               | 中文設施名稱         | 日文設施名稱 | 英文設施名稱 | 接續路線名稱                      | 起點起計距離（公里） | 高崎JCT起計距離（公里） | 備註                                       | 所在地 | 所在地          | 所在地 |
| ----------------------------------------- | -------------------- | ------------ | ------------ | --------------------------------- | -------------------- | ----------------------- | ------------------------------------------ | ------ | --------------- | ------ |
| 9-2                                       | 高崎JCT              |              |              | E17 關越自動車道                  | 0.0                  | 0.0                     |                                            | 群馬縣 | 高崎市          |        |
| 1                                         | 前橋南IC             |              |              | 群馬縣道11號前橋玉村線（繞道）    | 3.0                  | 3.0                     |                                            | 群馬縣 | 前橋市          |        |
| 2                                         | 駒形IC               |              |              | 群馬縣道2號前橋館林線（駒形繞道） | 7.5                  | 7.5                     |                                            | 群馬縣 | 前橋市          |        |
| 2-1                                       | 波志江PA/SIC         |              |              |                                   | 11.7                 | 11.7                    | 併設便利店                                 | 群馬縣 | 伊勢崎市        |        |
| 3                                         | 伊勢崎IC             |              |              | 國道17號上武道路                  | 14.5                 | 14.5                    |                                            | 群馬縣 | 伊勢崎市        |        |
| 4                                         | 太田藪塚IC           |              |              | 群馬縣道315號大原境三木線         | 19.9                 | 19.9                    |                                            | 群馬縣 | 太田市          |        |
| 4-1                                       | 太田強戶PA/SIC       |              |              |                                   | 26.6                 | 26.6                    | 併設加油站                                 | 群馬縣 | 太田市          |        |
| 5                                         | 太田桐生IC           |              |              | 國道122號（太田繞道）             | 30.5                 | 30.5                    |                                            | 群馬縣 | 太田市          |        |
| -                                         | 救急車緊急退出路     |              | /            |                                   |                      |                         | 足利紅十字醫院接續                         | 栃木縣 | 足利市          |        |
| -                                         | 足利SIC              |              |              |                                   | 34.3                 | 34.3                    | 興建中 2028年度開通予定                    | 栃木縣 | 足利市          |        |
| 6                                         | 足利IC               |              |              | 國道293號                         | 40.8                 | 40.8                    |                                            | 栃木縣 | 足利市          |        |
| 6-1                                       | 出流原PA/SIC         |              |              | 栃木縣道175號山形寺岡線           | 47.0                 | 47.0                    |                                            | 栃木縣 | 佐野市          |        |
| 7                                         | 佐野田沼IC           |              |              | 栃木縣道347號佐野田沼Inter線      | 49.1                 | 49.1                    |                                            | 栃木縣 | 佐野市          |        |
| 7-1                                       | 岩舟JCT              |              |              | E4 東北自動車道                   | 54.4                 | 54.4                    | 東北自動車道的JCT編號為「7-2」             | 栃木縣 | 栃木市          |        |
| 此段 E4 東北自動車道（重覆路段 13.6公里） |                      |              |              |                                   |                      |                         |                                            | 栃木縣 | 栃木市          |        |
| 8-1                                       | 栃木都賀JCT          |              |              | E4 東北自動車道                   | 0.0                  | 68.0                    |                                            | 栃木縣 | 栃木市          |        |
| 8                                         | 都賀IC               |              |              | 栃木縣道3號宇都宮龜和田栃木線     | 3.8                  | 71.8                    |                                            | 栃木縣 | 栃木市          |        |
| -                                         | 壬生PA               |              |              | -                                 | 8.6                  | 76.6                    | 併設公路綠洲 SIC於準備階段調查             | 栃木縣 | 下都賀郡 壬生町 |        |
| 9                                         | 壬生IC               |              |              | 栃木縣道340號壬生Inter線          | 10.1                 | 78.1                    |                                            | 栃木縣 | 下都賀郡 壬生町 |        |
| -                                         | 下野SIC              |              |              |                                   | 14.3                 | 82.3                    | 預定2025年度末以後啟用                     | 栃木縣 | 下野市          |        |
| 10                                        | 宇都宮上三川IC       |              |              | 新4號國道                         | 18.5                 | 86.5                    | 一部分位於上三川町 與Interpark宇都宮南接續 | 栃木縣 | 宇都宮市        |        |
| 11                                        | 真岡IC               |              |              | 國道408號（真岡北繞道）           | 26.0                 | 94.0                    |                                            | 栃木縣 | 真岡市          |        |
| -                                         | 五行川PA（臨時名稱） |              |              |                                   |                      |                         | 檢討中                                     | 栃木縣 | 真岡市          |        |
| 12                                        | 櫻川筑西IC           |              |              | 國道50號                          | 40.9                 | 108.9                   |                                            | 茨城縣 | 櫻川市          |        |
| 13                                        | 笠間西IC             |              |              | 茨城縣道64號土浦笠間線            | 49.8                 | 117.8                   |                                            | 茨城縣 | 笠間市          |        |
| -                                         | 笠間PA               |              |              | -                                 | 57.5                 | 125.5                   | 併設加油站 SIC興建中                       | 茨城縣 | 笠間市          |        |
| 14                                        | 友部IC               |              |              | 國道355號                         | 58.9                 | 126.9                   |                                            | 茨城縣 | 笠間市          |        |
| 8-2                                       | 友部JCT              |              |              | E6 常磐自動車道                   | 66.3                 | 134.3                   |                                            | 茨城縣 | 笠間市          |        |
| 15                                        | 茨城町西IC           |              |              | 茨城縣道59號玉里水戶線            | 70.4                 | 138.4                   |                                            | 茨城縣 | 東茨城郡 茨城町 |        |
| 15-1                                      | 茨城町JCT            |              |              | E51 東關東自動車道                | 72.6                 | 140.6                   | 東關東道的JCT編號為「18」                  | 茨城縣 | 東茨城郡 茨城町 |        |
| 16                                        | 茨城町東IC           |              |              | 國道6號                           | 77.2                 | 145.2                   |                                            | 茨城縣 | 東茨城郡 茨城町 |        |
| 17                                        | 水戶南IC             |              |              | 國道6號                           | 80.6                 | 148.6                   |                                            | 茨城縣 | 水戶市          |        |
| E50 東水戶道路 常陸那珂方向               |                      |              |              |                                   |                      |                         |                                            |        |                 |        |

## 歷史
- 1987年（昭和62年）
  - 6月30日 : 第四次全國總合開發計畫經閣議決定後，提出以北關東横斷自動車道為名義的高規格幹線道路構想。
  - 9月1日 : 国土開発幹線自動車道建設法修正，被認定為國幹道的預定路線。
- 1996年（平成8年）12月27日 : 國土開發幹線自動車道建設審議會（國幹審）將上三川 - 友部間（40公里）整備計畫路線昇格[7]。
- 2000年（平成12年）
  - 3月18日 : 友部系統交流道 - 水戶南交流道間通車[8]，與常磐自動車道連接。
  - 7月27日 : 栃木都賀系統交流道 - 宇都宮上三川交流道間開通，與東北自動車道連接。
  - 12月2日 : 友部交流道 - 友部系統交流道間開通[9]。
- 2001年（平成13年）3月31日 : 高崎系統交流道 - 伊勢崎交流道間通車，連接關越自動車道。
- 2005年（平成17年）10月1日 : 日本道路公團民營化，成為東日本高速公路株式會社的所管路線。
- 2007年（平成19年）11月14日 : 笠間西交流道 - 友部交流道間開通。
- 2008年（平成20年）
  - 3月1日 : 開設波志江停車區。
  - 3月8日 : 伊勢崎交流道 - 太田桐生交流道間開通。
  - 3月15日 : 宇都宮上三川交流道 - 真岡交流道間開通。
  - 3月29日 : 波志江停車區智慧型交流道社會實驗開始。
  - 4月12日 : 櫻川筑西交流道 - 笠間西交流道間開通。
  - 12月20日 : 真岡交流道 - 櫻川筑西交流道間開通（栃木 - 茨城間全線通車）。開設壬生停車區、笠間停車區。
- 2009年（平成21年）4月1日 : 波志江停車區智慧型交流道啟用。
- 2010年（平成22年）
  - 3月6日 : 茨城町系統交流道通車，與東關東自動車道連接。
  - 4月17日 : 佐野田沼交流道 - 岩舟系統交流道間通車，與東北自動車道連接。
- 2011年（平成23年）3月19日 : 太田桐生交流道 - 佐野田沼交流道間開通（群馬 - 栃木間全線通車）。開設出流原停車區。自此時全線通車。當初預計在15時通車，但是有鑑於受到3月11日所發生的東日本大震災影響，提前於12時通車。此外，受同大震災影響，通車之前僅開放緊急車輛與輸送支援物資等車輛行駛。

## 路線狀況

### 車道與速限
| 區間                          | 車道 上下線=西行+東行 | 速限    |
| ----------------------------- | --------------------- | ------- |
| 高崎交流道 - 岩舟系統交流道   | 4=2+2                 | 100km/h |
| 栃木都賀交流道 - 水戶南交流道 | 4=2+2                 | 100km/h |

### 主要隧道
- 五十部隧道（太田桐生交流道 - 足利交流道）：西行 510公尺 東行 480公尺
- 大岩隧道（太田桐生交流道 - 足利交流道）：西行910公尺　東行 930公尺
- 北鄉隧道（太田桐生交流道 - 足利交流道）：西行 680公尺 東行 650公尺
- 鹽坂峠隧道（足利交流道 - 佐野田沼交流道，通過足利市、佐野市交界）：西行 1,030公尺 東行 1,050公尺
- 出流原隧道（足利交流道 - 佐野田沼交流道）：西行 280公尺 東行 190公尺
- 唐澤山城跡隧道（佐野田沼交流道 - 岩舟系統交流道，通過佐野市、下都賀郡岩舟町交界）：西行 2,150公尺 東行 2,150公尺
- 大政山隧道（真岡交流道 - 櫻川筑西交流道，通過栃木縣真岡市、茨城縣櫻川市交界）：西行 1,610公尺 東行 1,600公尺
- 岩瀨隧道（櫻川筑西交流道 - 笠間西交流道）：西行 2,820公尺 東行 2,810公尺（北關東自動車道最長隧道）
- 唐桶山隧道（笠間西交流道 - 笠間停車區）：西行 1,070公尺 東行 1,060公尺

#### 隧道數
| 区間                            | 上行線 | 下行線 |
| ------------------------------- | ------ | ------ |
| 高崎系統交流道 - 太田桐生交流道 | 0      | 0      |
| 太田桐生交流道 - 足利交流道     | 3      | 3      |
| 足利交流道 - 出流原停車區       | 2      | 2      |
| 出流原停車區 - 佐野田沼交流道   | 0      | 0      |
| 佐野田沼交流道 - 岩舟系統交流道 | 1      | 1      |
| 栃木都賀系統交流道 - 真岡交流道 | 0      | 0      |
| 真岡交流道 - 櫻川筑西交流道     | 1      | 1      |
| 櫻川筑西交流道 - 笠間西交流道   | 1      | 1      |
| 笠間西交流道 - 笠間停車區       | 1      | 1      |
| 笠間停車區 - 水戶南交流道       | 0      | 0      |
| 合計                            | 9      | 9      |

### 道路管理者
- NEXCO東日本關東支社
  - 高崎管理事務所 : 高崎系統交流道 - 足利交流道
  - 宇都宮管理事務所 : 足利交流道 - 岩舟系統交流道、栃木都賀系統交流道 - 櫻川筑西交流道
  - 水戸管理事務所 : 櫻川筑西交流道 - 水戶南交流道

#### 公路廣播
- 駒形（駒形交流道 - 伊勢崎交流道）
- 出流原（出流原停車區附近）
- 上三川（壬生交流道 - 宇都宮上三川交流道）（壬生停車區内迷你FM局）
- 笠間（笠間停車區附近） : 在笠間停車區内也廣播同樣的内容。
- 茨城（友部系統交流道 - 茨城町東交流道）

無線電台呼號以「高速公路廣播北關東道○○」方式廣播（例：如果在上三川，那就是「高速公路廣播北關東道上三川」）。
壬生停車區内的高速公路廣播採用較新奇的迷你FM（ミニFM）方式廣播。

### 交通量
24小時交通量（台）　道路交通調查　道路統計年報2015
| 區間                              | 平成17（2005）年度 | 平成22（2010）年度 | 平成25（2013）年度 |
| --------------------------------- | ------------------ | ------------------ | ------------------ |
| 高崎系統交流道 - 前橋南交流道     | 25,325             | 40,209             | 48,560             |
| 前橋南交流道 - 駒形交流道         | 22,813             | 38,588             | 48,232             |
| 駒形交流道 - 波志江智慧型交流道   | 17,088             | 35,183             | 46,560             |
| 波志江智慧型交流道 - 伊勢崎交流道 | 17,088             | 33,935             | 45,539             |
| 伊勢崎交流道 - 太田薮塚交流道     | 調査當時尚未通車   | 26,913             | 42,071             |
| 太田薮塚交流道 - 太田桐生交流道   | 調査當時尚未通車   | 20,896             | 37,697             |
| 太田桐生交流道 - 足利交流道       | 調査當時尚未通車   | 調査當時尚未通車※  | 30,221             |
| 足利交流道 - 佐野田沼交流道       | 調査當時尚未通車   | 調査當時尚未通車※  | 31,956             |
| 佐野田沼交流道 - 岩舟系統交流道   | 調査當時尚未通車   | 5,815              | 34,298             |
| 栃木都賀系統交流道 - 都賀交流道   | 13,422             | 25,008             | 30,103             |
| 都賀交流道 - 壬生交流道           | 13,121             | 24,457             | 29,832             |
| 壬生交流道 - 宇都宮上三川交流道   | 10,466             | 21,476             | 29,686             |
| 宇都宮上三川交流道 - 真岡交流道   | 調査當時尚未通車   | 13,649             | 19,140             |
| 真岡交流道 - 櫻川筑西交流道       | 調査當時尚未通車   | 11,445             | 16,192             |
| 櫻川筑西交流道 - 笠間西交流道     | 調査當時尚未通車   | 16,378             | 20,865             |
| 笠間西交流道 - 友部交流道         | 調査當時尚未通車   | 17,375             | 21,532             |
| 友部交流道 - 友部系統交流道       | 3,908              | 19,318             | 22,979             |
| 友部系統交流道 - 茨城町西交流道   | 14,458             | 25,431             | 28,781             |
| 茨城町西交流道 - 茨城町系統交流道 | 13,824             | 23,236             | 26,808             |
| 茨城町系統交流道 - 茨城町東交流道 | 13,824             | 22,340             | 25,130             |
| 茨城町東交流道 - 水戶南交流道     | 8,430              | 15,402             | 18,395             |

（來源：「平成22年度道路交通調查（页面存档备份，存于）」（自國土交通省主頁摘取資料作成），2013年數據則摘取自「道路統計年報2015」。）
※該區間在通車後半年間的24小時平均交通量為27,500，其他的路段也大幅增加。
2002年度日平均交通量（2003年度JH年報）
- 友部交流道 - 水戶南交流道 : 9,707台（前年度比107.8%）
- 栃木都賀系統交流道 - 宇都宮上三川交流道 : 10,095台(110.2%)
- 高崎系統交流道 - 伊勢崎交流道 : 14,749台(123.2%)

不論哪一個路段通車後，先行通車路段交通量都有顯著增加。

#### 交通堵塞
在友部系統交流道與栃木都賀系統交流道，星期六、星期日與假日的傍晚西行方向常常發生5公里以上的交通堵塞狀況。此外，關越道（高崎系統交流道）、東北道（栃木都賀系統交流道）、常磐道（友部系統交流道）的交通擁塞也經常回堵至北關東道。

## 地理

### 通過自治體
- 群馬縣
  - 高崎市 - 前橋市 - 伊勢崎市 - 太田市
- 栃木縣
  - 足利市 - 佐野市 - 栃木市 - （東北自動車道）  - 栃木市 - 下都賀郡壬生町 - 下野市 - 宇都宮市 - 河内郡上三川町 - 真岡市
- 茨城縣
  - 筑西市 - 櫻川市 - 笠間市 - 東茨城郡茨城町 - 水戶市 - 常陸那珂市

### 連接高速公路
- 關越自動車道（於高崎系統交流道連接）
- 東北自動車道（於岩舟系統交流道、栃木都賀系統交流道連接）
- 常磐自動車道（於友部系統交流道連接）
- 東關東自動車道（於茨城町系統交流道連接）

## 高速巴士
下列的高速巴士有行駛北關東自動車道。
- 東京 - 茨城縣廳・水戶（JR巴士關東、關東鐵道、茨城交通）
- 東京 - 勝田・東海（茨城交通）
- 宇都宮 - 水戶・常陸那珂海濱公園（茨城交通、關東自動車）
- 鹿沼・宇都宮・真岡 - 成田機場（千葉交通、關東自動車）
- 日立・水戶 - 羽田機場（日立電鐵交通服務、茨城交通、羽田京急巴士）
- 常陸太田・勝田 - 茨城空港（茨城交通）
- 水戶 - 茨城機場（關東鐵道）
- 前橋・高崎 - 大阪（日本中央巴士）

### 來源
1. ↑  北関東自動車道：太田のスマートIC新設、国交省に申請へ　／群馬 毎日新聞[] 2013年05月17日
2. 1 2   (PDF). 国土交通省道路局. 2022-09-30  [2022-09-30]. （原始内容存档 (PDF)于2022-09-30）.
3. ↑  . 小野新聞. 2022-10-01  [2022-10-02]. （原始内容存档于2022-10-19）.
4. ↑  . 下野新聞. 2022-05-28  [2022-05-28]. （原始内容存档于2023-01-22）.
5. ↑   (PDF). 真岡市: 52. 2019-01  [2022-04-16]. （原始内容存档 (PDF)于2023-01-22）.
6. ↑   (PDF). 国土交通省道路局. 2021-08-06  [2021-08-06]. （原始内容存档 (PDF)于2022-02-09）.
7. ↑  「高速道路982キロ整備区間に・北関東道 友部 - 栃木県境区間も」『茨城新聞』、1996年12月28日付日刊、1面〈総合〉。
8. ↑  . Response. (株式会社イード). 1999-12-17  [2016-04-09]. （原始内容存档于2016-04-23）.
9. ↑  . Response. (株式会社イード). 2000-09-21  [2016-04-11]. （原始内容存档于2016-04-24）.

## 相關項目
- 國土開發幹線自動車道
- 高速自動車國道
- 關東地方道路列表
- 北關東横斷自動車道
- 關東環狀道路
- 國道50號
- 東山道
- 中山道
- 日光例幣使街道

## 外部連結
- 東日本高速公路（页面存档备份，存于）
- 北關東自動車道（页面存档备份，存于） - 茨城縣土木部道路建設課
- 北關東自動車道 - 栃木縣縣土整備部交通政策課
- 北關東自動車道 - 群馬縣縣土整備部道路整備課